# Partido Liberal de Honduras
Partido Liberal de Honduras er et liberalt politisk parti i Honduras.
Partiet, der blev dannet i 1891, er medlem af Liberal International. 
Siden parlamentsvalget 27. november 2005 har partiet været det største i landets nationalkongres, hvor det har 62 af 128 pladser. Partiet indgår i en koalition med Partido Demócrata Cristiano de Honduras. Som følge af valgsejren blev partiets præsidentkandidat, Manuel Zelaya, valgt til landets præsident. Ved et militærkup i 2009 blev Zelaya fjernet fra magten og erstattet af en midlertidig regering, ledet af partifællen Roberto Micheletti.